# Union sportive Esch-sur-Alzette
L'Union sportive Esch-sur-Alzette est un club de football luxembourgeois basé à Esch-sur-Alzette.

## Histoire
Le club est fondé en 1913. Le club connaît sa première saison dans l'élite luxembourgeoise lors de la saison 1925-1926 et termine dernier du championnat. 
L'US Esch-sur-Alzette revient en première division lors de la saison 2017-2018.